# Kamla Persad-Bissessar
Kamla Persad-Bissessar (Siparia, Trinitat i Tobago, 22 d'abril de 1952) és una advocada i política que va ser primera ministra de Trinitat i Tobago del 26 de maig de 2010 al 9 de setembre de 2015. Era la primera dona del país a ser primera ministra. I abans havia estat la primera dona nomenada fiscal general i ministra d'Afers Jurídics, la primera dona líder política de la UNC i també la primera dona líder de l'oposició de Trinitat i Tobago.
Persad-Bissessar es va graduar a la Iere High School, escola presbiteriana mixta. Va estudiar al Norwood Technical College (Londres), a la Universitat de les Índies Occidentals (UWI) i a la Hugh Wooding Law School, al Campus de St. Augustine, a Trinitat i Tobago, on es llicencià en Educació i Dret. El 2006 va obtenir un Màster Executiu en Administració d'Empreses (EMBA) de l'Arthur Lok Jack Graduate School of Business, a Trinitat.
Va treballar com a professora de secundària i als 25 anys va esdevenir una de les professores universitàries més joves de la Universitat de les Índies Occidentals.
L'any 1987 Persad-Bissessar va entrar en política. Des de 1995 és diputada al Parlament de Siparia. Ha exercit com a fiscal general, ministra d'Afers Jurídics i ministra de Educació entre 1995 i 2001. Durant els seus dos anys d'ocupació en el càrrec de ministra d'Educació, Persad-Bissessar va aconseguir establir l'educació secundària universal. El 2002 el seu partit va tornar a l'oposició i el 2006, fou nomenada líder de l'oposició.
Persad-Bissessar és la líder del Partit del Congrés Nacional Unit des de 2010 i l'actual líder de l'oposició de la coalició Societat de les Persones en l'onzè parlament, una coalició de tres partits, que es va formar per disputar les eleccions generals del 24 de maig de 2010. El dimarts 26 de maig de 2010, dos dies després de la victòria a les urnes, la senyora Persad-Bissessar va esdevenir la primera dona a ocupar el càrrec de Primera Ministra de la República de Trinitat i Tobago.
El 2015 tornaria a guanyar l'escó de Siparia a les eleccions generals de 2015, aquesta vegada servint a l'oposició.